# Festa Major del Poble-sec
La Festa Major del Poble-sec se celebra la segona quinzena de juliol al barri del Poble-sec, al districte de Sants-Montjuïc de Barcelona des de la dècada del 1990. La festa major del barri l'organitza la Coordinadora d'Entitats del Poble-sec. Les activitats es reparteixen en diversos espais emblemàtics, com ara la plaça del Sortidor, la de les Tres Xemeneies o la del teatre el Molino, i van a càrrec d'entitats diferents. El ball, i sobretot la música, tenen molt de pes en el programa, però la cultura popular també hi és ben present, amb trobades geganteres, castelleres i correfocs.

## Actes destacats
- Correfoc. Els Diables del Poble-sec organitzen el correfoc de la festa major, que surt de la plaça del Sortidor. Després de la cercavila de foc, diables i diablesses fan un espectacle final, seguit d'una tabalada i d'un concert de percussió.[1]
- Secasac. La secció de grallers i tabalers dels Castellers del Poble-sec fan aquest petit festival en què els instruments són protagonistes. Tot comença amb una cercavila fins a la plaça de les Tres Xemeneies i continua amb diversos concerts de grups especialitzats, amb ritmes de vent i percussió.[1]
- Toc d'inici del Poble-sec. El segon dissabte de festa major al vespre els gegants del Poble-sec i tot el seu seguici van en cercavila des de la plaça del Sortidor fins a la plaça de Navas, on fan el ball d'honor. Els acompanyen els membres de la Societat Coral els Moderns del Poble-sec i un grup de trabucaires.[1]
- Trobada gegantera. Cada any, el dia central de la festa, els Geganters i Grallers del Poble-sec organitzen una trobada gegantera que desfila en cercavila per l'avinguda del Paral·lel. A més de l'Armand, la Rosa i tota la família, també hi participen moltes colles de la ciutat i algunes de vingudes de la resta del país.[1]
- Diada castellera. Els Castellers del Poble-sec són els amfitrions de la seva diada castellera, que es fa el diumenge de festa major a migdia al carrer de Blai. Habitualment, compten amb la presència de colles castelleres de fora de la ciutat.[1]